# The Angel and the Dark River / Live at the Dynamo
Albums de My Dying Bride
Turn Loose the Swans
(1993) Trinity
(1995)
The Angel And The Dark River / Live At The Dynamo est le premier album live du groupe de doom metal/metal gothique britannique My Dying Bride, sorti en 1995.